# Ruggero Balli
Ruggero Balli (Prato, 9 agosto 1910 – Prato, 30 novembre 1981) è stato un ciclista su strada italiano, professionista e indipendente tra il 1934 e il 1940.

## Carriera
Attivo come indipendente dal 1934, dal 1936 al 1940 corse per tre squadre di marca, la Bianchi, l'Olympia e la Viscontea, distinguendosi come scalatore e passista. Vinse il Giro delle Due Province di Prato nel 1937. Ottenne alcuni piazzamenti di rilievo, come i terzi posti al Giro dell'Emilia 1935 vinto da Aldo Bini e al Giro di Toscana 1938, vinto da Mario Vicini. Partecipò a sei edizioni del Giro d'Italia tra il 1935 ed il 1940, classificandosi al nono posto nel 1938.

## Palmarès
- 1937 (Bianchi, una vittoria)

Giro delle Due Province di Prato

## Piazzamenti

### Grandi Giri
- Giro d'Italia

1935: 37º
1936: 18º
1937: ritirato
1938: 9º
1939: ritirato
1940: ritirato

### Classiche monumento
- Milano-Sanremo

1935: 36º
1937: 19º
1938: 12º
- Giro di Lombardia

1937: 12º
1938: 12º